# 후타쓰카역
후타쓰카역(일본어: 二塚駅)은 일본 도야마현 다카오카시에 위치한 서일본 여객철도 조하나 선의 철도역이다. 단선 · 섬식의 형태를 합친 2면 3선 구조의 복합 승강장을 갖춘 지상역이다.

## 타는 곳
| 역사 측 | ■ 조하나 선 | 하행 | 조하나 방면   |
| 반대 측 | ■ 조하나 선 | 상행 | 다카오카 방면 |

## 이용 현황
| 승차 인원 추이 | 승차 인원 추이 |
| 연도           | 1일 평균       |
| -------------- | -------------- |
| 2004           | 66             |
| 2005           | 64             |
| 2006           | 70             |
| 2007           | 66             |
| 2008           | 70             |
| 2009           | 59             |
| 2010           | 54             |
| 2011           | 54             |
| 2012           | 58             |
| 2013           | 60             |
| 2014           | 56             |

## 역 주변
- 다카오카 스포츠 코어 (종합운동장)
- 쇼가와 강
- 다카오카 시 의사회 간호 전문학교

## 인접 역
| 조하나 선                | 조하나 선   | 조하나 선          |
| ------------------------ | ----------- | ------------------ |
| 신타카오카 다카오카 방면 | ■ 조하나 선 | 하야시 조하나 방면 |